# Mab (fée)
Pour les articles homonymes, voir MAB.

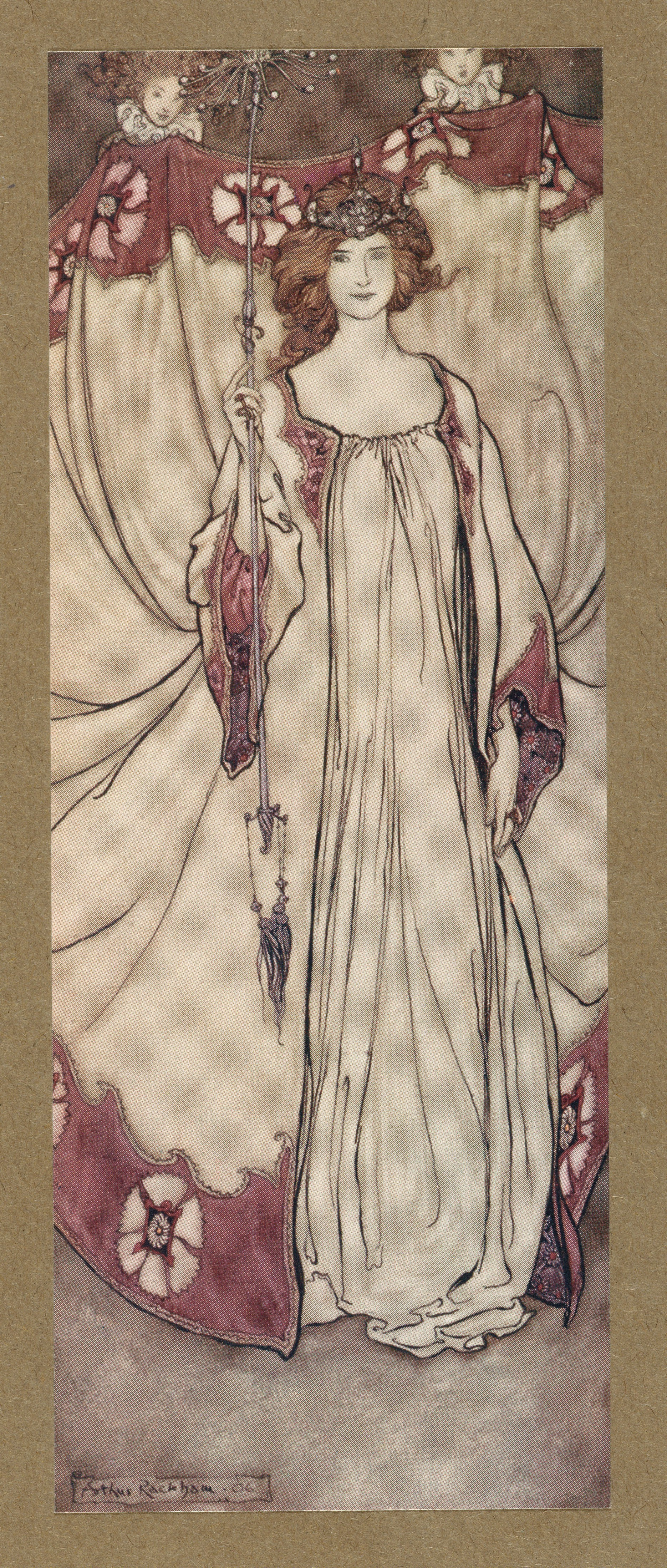
Représentation de Mab par Arthur Rackham (1906).

Mab est la fée des songes et la sage-femme des autres fées dans les traditions anglaises du Moyen Âge. Quelques-uns en font la reine des fées et lui donnent pour époux Obéron. 
Dans la littérature anglaise, Chaucer et Shakespeare (dans Roméo et Juliette) ont donné de cette fée et de sa cour des descriptions fort poétiques. Le poète romantique anglais Percy Shelley compose en 1813 un poème, Queen Mab, qui le fait connaître. 
En France, George Sand compose en 1832 une ballade intitulée La Reine Mab.

### Source
Cet article comprend des extraits du Dictionnaire Bouillet. Il est possible de supprimer cette indication, si le texte reflète le savoir actuel sur ce thème, si les sources sont citées, s'il satisfait aux exigences linguistiques actuelles et s'il ne contient pas de propos qui vont à l'encontre des règles de neutralité de Wikipédia.